# Peter Borglund
Lars Peter Mikael Borglund, född 29 januari 1964 i Söderhamns församling, Gävleborgs län, är en svensk före detta spjutkastare som mellan 1987 och 1996 tävlade för Gefle IF.
Vid världsmästerskapen i Rom 1987 placerade han sig på elfte plats. Framgångarna fortsatte vid de Olympiska Spelen i Seoul 1988 där han avancerade till final och placerade sig på nionde plats. Han deltog även vid Europamästerskapen i Stuttgart 1986 och i Split 1990. Han deltog även i Världsmästerskapen i Tokyo 1991 och i Stuttgart 1993 samt i de Olympiska sommarspelen i Barcelona 1992
1989 vann Borglund Europacupen och under sin karriär deltog han i 25 landskamper med sex segrar. Han vann 5 SM-guld mellan 1987 och 1996, varav fyra raka mellan 1987 och 1990. Han vann SM-medaljer 11 år i rad, från 1986 till 1996.
Borglund noterade under Finnkampen 1989, den 19 augusti, svenskt rekord i spjut med 84,76. Det tidigare rekordet från 1987 på 82,64 hölls av Dag Wennlund. Resultatet placerade Borglund på femte plats i världen 1989. Rekordet behölls tills Patrik Bodén passerade det 1990.
Med det senare förbjudna "osläta spjutet" kastade Borglund som längst 87,00 meter (1991).
Han blev Stor grabb nr 386 år 1990.